# Moritz Neumüller

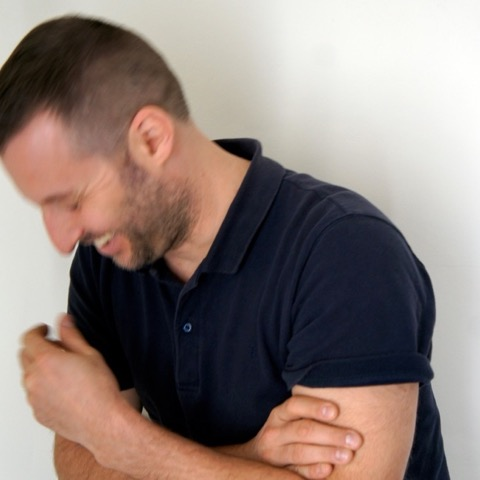
Moritz Neumüller (2016)

Moritz Neumüller (* 1972 in Linz) ist ein österreichischer Kurator, Kunsterzieher und Medientheoretiker.

## Werdegang
Nach dem Studium der Kunstgeschichte und der Wirtschaftswissenschaften in Wien folgten Tätigkeiten am Museum of Modern Art in New York, beim Festival PHotoEspaña sowie dem LOOP Videokunstfestival in Barcelona. 2010–19 war er Kursleiter des European Master of Contemporary Photography am IED Madrid. Derzeit Chefkurator der PhotobookWeek in Aarhus, Dänemark.
Neben seiner kuratorischen und akademischen Tätigkeit ist Neumüller seit 2009 im Bereich Barrierefreiheit und Inklusion tätig. In Workshops und Projekten für Museen und Ausstellungen versucht er den Zugang zu Kunst und Kultur zu erweitern. In diesem Zusammenhang ist er Gründer der Initiativen ArteConTacto und Museum For All. Für seine Arbeit im Rahmen der Initiative ARCHES wurde er von der Europäischen Kommission zum EU Key Innovator gekürt. Moritz Neumüller ist Autor von Publikationen im Bereich Fotografie, Medienkritik und Videokunst sowie Initiator der Plattform The Curator Ship.

## Veröffentlichungen
- 3D Printing for Cultural Heritage: Preservation, Accessibility, Research and Education (with A. Reichinger, F. Rist y Ch. Kern), 3D Research Challenges in Cultural Heritage, Springer Berlin Heidelberg, 2014, pp. 119–134.
- Thomas Seelig, Urs Stahel (eds.). The Ecstasy of Things, Fotomus. Winterthur & Steidl, 2004
- El Otro Lado Del Alma. Syncretisms in Contemporary Cuban Photography. Zurich: Edition Oehrli, 2005
- Bernd & Hilla Becher hablan con Moritz Neumüller. Conversaciones con Fotógrafos = Bernd & Hilla Becher Speak with Moritz Neumüller. Conversations with Photographers. Madrid: La Fábrica Ediciones / Fundación Telefónica, 2005
- Import/Export. Un diálogo fotográfico, Centro Cultural de España, Guatemala, 2006
- Chris Jordan. In Katrina’s Wake, in: Naturaleza, Catálogo de PHotoEspaña 2006, La Fábrica Ediciones, Madrid, 2006, pp 134–137.
- All Inclusive. New Spanish Photography, Lodz Photography Festival, Poland, 2007
- Metropolis. With Joan Villaplana y Jacobo Zabalo, Editorial Laboral, Barcelona, 2008
- Festivalzeit – Medienzeit, in: Monat der Fotografie, Festival Catalogue Wien, 2008, 10–14
- To Have & To Lose. Three projects by Mireia Sallarès, Galleri Image, Aarhus, Dinamarca, 2008 (Reeditado como MIEC & STRACIC, Lodz, Poland, 2009)
- Raum Körper Einsatz, E-Book in DAISY Format, Museum auf Abruf and ArteConTacto, Vienna 2010.
- Kleinbürger. New Photography and Video Art from Austria, in: Festival Catalogue, Pingyao, 2010, 92–93
- Collaborative Changes. PhotoIreland Catalogue, Dublín 2011
- Martin Parr's Best Books of the Decade. Dublin: PhotoIreland, 2011. Edited by Neumüller and Angel Luis Gonzalez.
- On Migration. PhotoIreland Catalogue, Dublín 2012
- Private Faces Public. Exhibition Catalogue, IED / PHotoEspaña, Madrid 2013
- New Irish Works. PhotoIreland Catalogue, Dublín 2013
- Roc Herms, YO YO YO (editor), Barcelona 2014
- Marta Mantyka, Hashtag (editor), Warsaw, 2015
- Photobook Phenomenon. Munich: Prestel; CCCB/RM/Fundació Foto Colectania, 2017. A box set of eight booklets of writing, one each by Neumüller and Lesley Martin ("Photobook Phenomenon"), Markus Schaden and Frederic Lezmi, Martin Parr, Horacio Fernández, Ryuichi Kaneko, Gerry Badger, Erik Kessels, and Irene de Mendoza and Neumüller ("Contemporary Practices").[10]